# Race to Witch Mountain
Race to Witch Mountain (bra: A Montanha Enfeitiçada; prt: Corrida para a Montanha Mágica) é um filme de 2009, dos gêneros ficção científica e suspense, e uma continuação do filme da Disney de 1975 Escape to Witch Mountain. Todas as três versões do filme são baseados no livro Escape to Witch Mountain de 1968 de Alexander Key. O filme é dirigido por Andy Fickman e estrelado por Dwayne Johnson, AnnaSophia Robb, Alexander Ludwig, Ciarán Hinds, e Carla Gugino.
As filmagens começaram em Los Angeles, em março de 2008. Foi lançado em 13 de março de 2009.

## Elenco
- Dwayne Johnson como Jack Bruno que é um motorista de táxi de Las Vegas, um ex-presidiário.[7] O diretor escreveu em um motorista de táxi, como personagem principal, porque não havia uma relação única entre o motorista e seus passageiros. Fickman, explicou: "Quando condução de Dwayne e dois aliens aparecem em seu táxi, ele está preso com eles, há um contrato implícito de que vou chegar ao seu destino, porque é isso que ele faz."[8] Este é o segundo filme Disney de Dwayne Johnson, sendo o primeiro a comédia familiar The Game Plan, também dirigido por Andy Fickman.
- AnnaSophia Robb como Sara, irmã de Seth, uma menina com poderes telecinéticos e telepáticos.[9] Fickman escolheu Robb com base em seu desempenho em Bridge to Terabithia. Ela é muito gentil com Bruno e é a mais compassiva dos dois irmãos. A única vez que ela não se refere a Jack por seu nome completo (Jack Bruno) é quando ela diz adeus a ele, quando ela se refere a ele apenas como "Jack".[10]
- Alexander Ludwig como Seth, irmão de Sara, um menino com o poder de controlar sua densidade molecular - "Faseamento" e a tornar-se muito denso de um certo grau de invulnerabilidade. Ele é muito frio para Bruno no início, não confiando muito nele, mas pede desculpas no final dizendo que se não fosse por ele não teriam terminado sua missão. Ambos os irmãos falar utilizando, vozes sem emoção excessivamente formais, e estão sempre abordando Bruno por tanto seu primeiro e último nome em todas as situações.[9]
- Ciarán Hinds como Henry Burke, Líder do Projeto Moon Dust. Ele é muito sarcástico e sem escrúpulos, não tendo nenhuma relação com a moralidade como demonstrado após Seth e Sara são presos em Witch Mountain quando ele ordena que eles sejam experimentados em que ele possa aproveitar os seus poderes, independentemente da possibilidade de que eles poderiam morrer. Enquanto ele obtém resultados, se eles vivem ou morrem não importa para ele.[11] Hinds descreveu seu personagem como um Homem de Preto, explicando: "Eu sou o chefe da operação que está contactado directamente por um homem que você nunca vê... [Ele] é sobre proteger o país. Ele é responsável por ele, e ele vai fazer o que precisa ser feito. Foi assim que ele vê".[12]
- Carla Gugino como Dra. Alex Friedman,[8] uma astrofísica desacreditada.[9] Demitida de sua universidade, ela é relegadoa para dar uma palestra em uma conferência sobre UFO. Ela é nomeada para Stanton T. Friedman, o físico nuclear e notável ufólogo. Ela também se torna interesse amoroso de Jack[12] Fickman escolheu Gugino para o elenco pelo papel desde que ele era um fã da série de televisão de curta duração Threshold, Em que a atriz estrelou.[13]
- Tom Woodruff, Jr. como The Siphon, um assassino alienígena bem treinado.
- Garry Marshall como 'Harlan' um amigo de Alex e um dos autores de livros que pensa que pode "dizer quando as pessoas estão mentindo para mim". Ele é visto enganando Burke em ir atrás dele, negociando carros com Jack.[9]
- Cheech Marin como Eddie Cortez, o mecânico de automóveis que fica frustrado quando as pessoas vêm para sua loja no meio da noite, quando ele é fechado.[14]
- Chris Marquette como Pope.[14]
- William J. Birnes, da série UFO Hunters, numa aparição.[14]
- Whitley Strieber, autor de Communion, numa aparição.[14][15]

Kim Richards e Ike Eisenmann, que interpretaram Tia e Tony nos filmes originais Witch Mountain da década de 1970, fizeram aparições em Race to Witch Mountain. Richards aparece como uma garçonete da estalagem (chamado "Tina", uma pequena alteração da personagem [Tia] ela interpretou nos filmes de 1975 e 1978) e Eisenmann aparece como Xerife Anthony. Além disso, Meredith Salenger, a estrela de 1985 da aventura da Disney The Journey of Natty Gann faz uma ponta como uma repórter de TV chamada  "Natalie Gann".

## Produção
Em julho de 2007, Walt Disney Pictures contratou Andy Fickman para dirigir Witch Mountain, uma "re-imaginação moderna" de Escape to Witch Mountain, usando um roteiro de Matt Lopez.
A seguir em agosto, Dwayne Johnson (mais notavelmente famoso por retratar The Rock no WWE) foi escalado para um papel de liderança, com filmagens programadas para começar em março de 2008.
Fickman não descreveu o filme como um remake, que define a sua produção como "um novo capítulo no mundo da Witch Mountain". O diretor também descreveu o livro, em que os filmes são baseados como "um thriller dark muito cool" e antecipou elementos que não existiam no filme de 1975.
Em março de 2008, os cineastas estavam usando um novo roteiro escrito por Mark Bomback.
O filme foi re-intitulado Race to Witch Mountain, e ele começou a filmar em Los Angeles no mesmo mês.
O centro de convenções em Pomona, Califórnia foi convertido no filme na UFO Expo 9, e interior do Witch Mountain foi concebido através de fotografias a partir de um passeio de turnê na Montanha Cheyenne no NORAD.
Uma cabine para a história também foi construído em Agua Dulce, Califórnia.
O diretor procurou a assistência de peritos de OVNIs, os militares e agentes da CIA para moldar os elementos do filme.
Ele também introduziu um novo elemento no remake, uma criatura extraterrestre chamada Siphon. A criatura foi concebido pela equipe de design que criou os looks para Xenomorfo e Yautja no filme Alien vs Predator.

## Música
Canção "Stuff is Messed Up" e canção do Future World Music "Heart Of Fury" foram usados em promoções para o filme. A trilha para Race to Witch Mountain foi composta por Trevor Rabin, que gravou sua trilha com um conjunto de 78 partes de Hollywood Studio Symphony e um coro de 24 pessoas na Sony Scoring Stage.

## Recepção

### Resposta da crítica
Baseado em 74 comentários recolhidos pelo Rotten Tomatoes, o filme tem uma classificação "podre" de 42% dos críticos, com uma média pontuação de 5,1/10. No Metacritic tem uma pontuação "mista" de 50/100 com base em 23 revisões. Do New York Post, Kyle Smith publicou uma crítica negativa, dizendo que o filme "suporta todos os sinais de ter sido composto por uma raça inferior de roteiristas alienígenas do Sistema Hackulon." Do Portland Oregonian, ME Russell disse que "The Rock o encanta através do pior, mas os efeitos são baratos, o diálogo é tão desafiador como um episódio de Hannah Montana, e o ritmo consegue ser ao mesmo tempo, vigoroso e entorpecido."

### Bilheteria
Apesar do resultado misto, o filme acabou por ser um sucesso de bilheteria. Tornou-se o primeiro filme da Disney em 2009 para abrir em #1, arrecadando US$ 24,4 milhões. O filme viria a faturar mais US$ 67 milhões na bilheteria doméstica da América do Norte, e mais US$ 39 milhões internacionalmente, para um total de US$ 106 milhões.